# Нарцис (атлет)
Вижте пояснителната страница за други личности с името Нарцис.
Нарцис (на латински: Narcissus) е римски борец живял през през 2 век.
Нарцис служи на римския император Комод като спаринг партньор и треньор. На 31 декември 192 г. той убива император Комод по нареждане на императорската конкубина Марция и нейните съзаговорници, като го удушава с шнур по време на престоя му в банята.